# Варзуга
Варзуга (рус. Варзуга) река је која протиче преко источног дела Мурманске области, на крајњем северозападу европског дела Руске Федерације. Свој ток започиње у мочварном подручју у централном делу Кољског полуострва, тече у смеру југа и након 254 km тока улива се у Бело море.
Површина сливног подручја реке варзуге је око 9.840 km², док је просечан проток у зони ушћа око 77 m³/s. Највиши водостоја је у пролеће када се топи снег и лед и тада проток на ушћу износи и до 300 m³/s. Под ледом је од октобра до маја.
У горњем делу тока позната је и као Мала Варзуга, а након што прими две мање притоке Варзу и Варговју назива се и Великом Варзугом. У горњем и средњем делу тока карактеришу је високе и камените обале и бројни брзаци и мањи слапови у кориту. Тек на неких десетак километара узводно од ушћа обале постају ниске и пешчане. Целом дужином тока обале Варзуге су обрасле боровим шумама. У Бело море улива се естуарским ушћем ширине око 250 метара, а дубине воде у зони ушћа су око 3 метра.
Најважније притоке Варзуге су Пана (114 km), Пјатка (35 km), Серга (35 km) и Кица (52 km).
Најважнија насеља на њеним обалама су села Варзуга и Кузомењ.
Река протиче преко територија Терског и Ловозерског рејона. Део јужне кољске обале западно од ушћа Варзуге традиционално се назива Кандалакшком, а источно Терском обалом.
Значајно је мрестилиште атлантског лососа.